# 神谷健一
神谷 健一（かみや けんいち、1922年（大正11年）4月23日 - 2006年（平成18年）4月11日）は、日本の銀行家。国民政治協会会長（第6代）、三井銀行社長、三井住友銀行名誉顧問、慶應義塾評議委員会議長、交詢社理事等を歴任。

## 経歴
兵学者・宇都宮三郎の本家に当たる子孫。幼稚舎より慶應義塾に学ぶ。
- 昭和18年（1943年）学徒出陣。
- 昭和19年（1944年）慶應義塾大学経済学部卒業後、復員。
- 昭和20年（1945年）帝国銀行入行。
- 昭和59年（1984年）三井銀行社長。
- 昭和63年（1988年）三井銀行代表取締役会長。
- 平成2年（1990年）太陽神戸三井銀行取締役相談役。
- 平成4年（1992年）さくら銀行取締役相談役。
- 平成4年（1992年）10月、財団法人国民政治協会会長。
- 平成7年（1995年）4月29日、勲一等瑞宝章を下賜。
- 平成14年（2002年）三井住友銀行名誉顧問。